# Robert V. Kohn

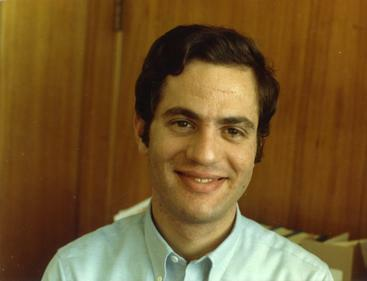
Robert V. Kohn

Robert Vita Kohn (* 5. Oktober 1953) ist ein US-amerikanischer Mathematiker.
Kohn studierte an der Harvard University (Bachelor-Abschluss 1974), an der University of Warwick (Master-Abschluss 1975) und an der Princeton University, wo er 1979 bei Frederick Almgren promovierte. Gleichzeitig war er 1976 Operations Analyst Daniel H. Wagner Associates und 1979 Forscher bei Exxon. Als Post-Doc war er als Fellow der National Science Foundation am Courant Institute of Mathematical Sciences of New York University, dem er seit 1981 fest angehört und wo er seit 1988 Professor ist und heute (2009) Deputy Director ist.
Kohn befasst sich mit mathematischen Problemen in den Materialwissenschaften wie Bewegung von Phasengrenzen und durch Krümmung angetriebene Bewegung, Modellierung heterogener (zusammengesetzter) Materialien, deren Elastizitätsmoduln und deren Mikrostrukturen, elastizitätstheoretische Optimierung aus diesen zusammengesetzter Strukturen Kristallwachstum, Strukturbildung als Minimierungsproblem der Energie. Er untersuchte zum Beispiel Anwendungen in der Photonik, polykristalliner Plastizität, Mikromagnete, Martensit-Übergang, Materialien mit Gedächtnis, elektrische Tomographie. In diesem Zusammenhang untersuchte er die bei Untersuchung heterogener Materialien auftretenden nicht-konvexen Variationsprobleme, in denen eine optimale Mischung der Materialien gesucht wird. Diese Probleme haben im Allgemeinen keine eindeutige klassische Lösung, da ihre lokalen Minima instabil sind.
Kohn befasst sich auch mit nichtlinearen partiellen Differentialgleichungen. Bekannt ist seine Arbeit von 1982 mit Louis Nirenberg und Luis Caffarelli mit Teilergebnissen zur Regularität schwacher Lösungen der Navier-Stokes-Gleichung. Er untersuchte auch die Selbstähnlichkeit der Lösungen nichtlinearer Evolutionsgleichungen.
Daneben beschäftigt er sich mit Finanzmathematik (wie Optimierung und Absicherung von Portfolios, Options-Preise).
2006 hielt er einen Plenarvortrag auf dem ICM in Madrid (Energy driven pattern formation). Seit 2009 ist er Fellow der SIAM, deren Ralph E. Kleinman Preis er 1999 erhielt. 1984 bis 1986 war er Sloan Research Fellow. 2007 erhielt er mit Stefan Müller und anderen die Keith Medaille der Royal Society of Edinburgh. 1994/95 war er Midwest Mechanics Lecturer. 2014 erhielt er für seine Arbeit mit Nirenberg und Caffarelli 1982 den Leroy P. Steele Prize. 2017 wurde er in die American Academy of Arts and Sciences gewählt. Er ist Fellow der American Mathematical Society.

## Schriften
- als Herausgeber mit Andrej Cherkaev: Topics in the Mathematical Modelling of composite materials (= Progress in Nonlinear Differential Equations and their Applications. 31). Birkhäuser, Boston MA u. a. 1997, ISBN 0-8176-3662-5.
- als Herausgeber mit Graeme W. Milton: Random Media and Composites. Proceedings of the SIAM Workshop on Random Media and Composites, Leesburg, Va, Dec. 7–10, 1988. SIAM, Philadelphia PA 1989, ISBN 0-89871-246-7.
- als Herausgeber mit Jerald L. Ericksen, David Kinderlehrer, Jacques-Louis Lions: Homogenization and effective moduli of materials and media (= The IMA Volumes in Mathematics and its Applications. 1). Springer New York, New York NY 1986, ISBN 1-4613-8648-9.